# Dampfschiffenten

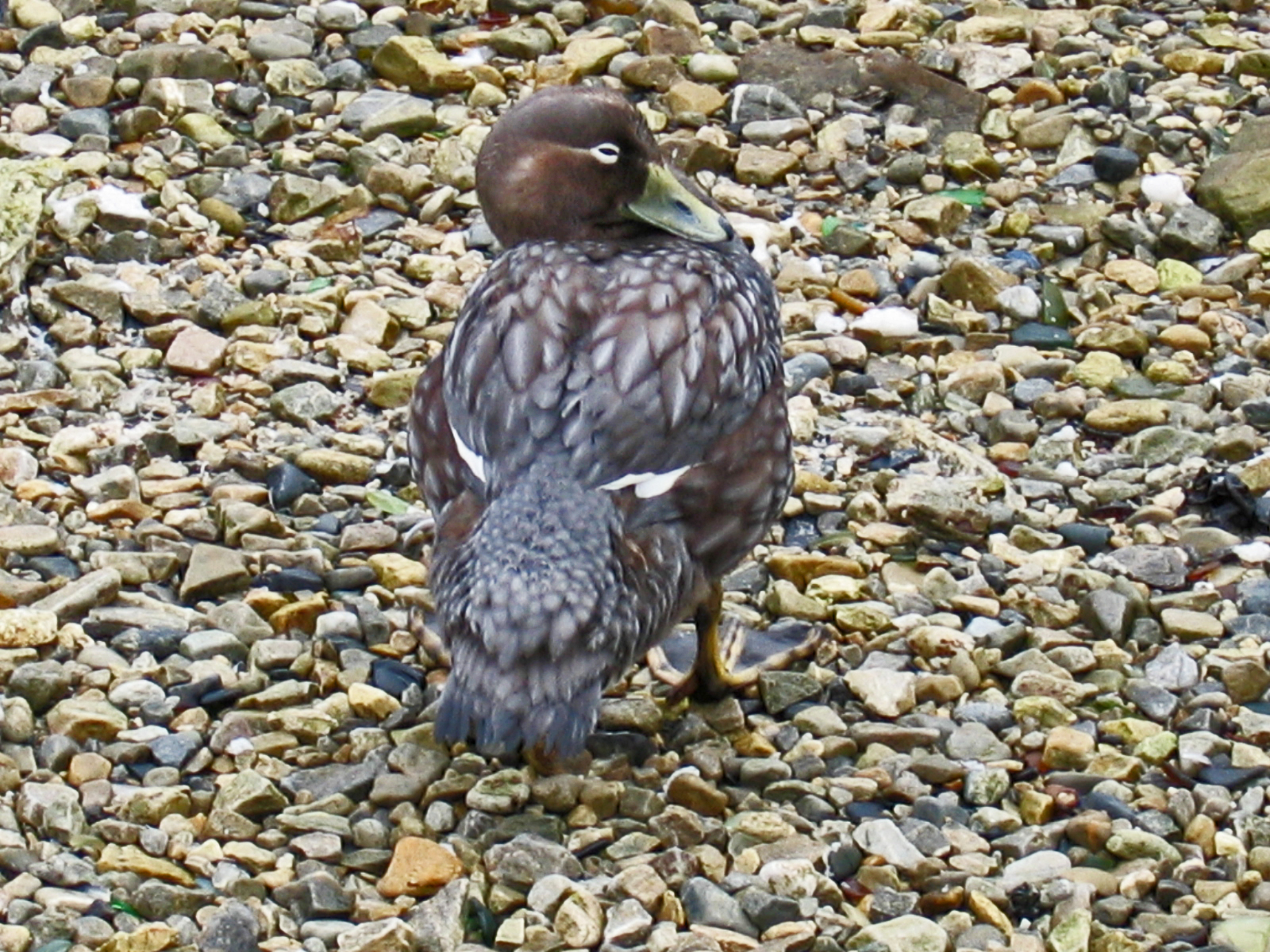
Falkland-Dampfschiffente

Die Dampfschiffenten (Tachyeres) sind eine Gattung der Halbgänse (Tadorninae) im südlichen Südamerika (Patagonien, Feuerland) und auf den Falklandinseln. Von den vier Arten der massig gebauten Vögel ist lediglich die Langflügel-Dampfschiffente (T. patachonicus) flugfähig, bei den übrigen sind die Flügel reduziert.
Ihren Namen verdanken diese Entenvögel der Eigenart, zum schnelleren Vorwärtskommen auf dem Wasser, beispielsweise bei Angriff oder Flucht, die Flügel zur Hilfe zu nehmen. Dazu setzen sie ihre kleinen, schmalen Flügel abwechselnd ein, ähnlich wie ein Kajakfahrer sein Doppelpaddel. Die rasche, schaufelnde Bewegung lässt viel Wasser aufspritzen und erinnert an einen Raddampfer.

## Erscheinungsbild
Dampfschiffenten sind große, massig wirkende, kurzbeinige Enten. Am leichtesten sind die Weibchen der Langflügel-Dampfschiffente mit einem durchschnittlichen Gewicht von 2441 Gramm. Am schwersten sind die Männchen der Magellan-Dampfschiffente mit einem durchschnittlichen Gewicht von 6039 Gramm. Bei allen vier Arten ist das Weibchen leichter als das Männchen. Am ausgeprägtesten ist dieser Gewichtsunterschied bei der Magellan-Dampfschiffente, bei der das Männchen im Schnitt 1,9 Kilogramm mehr wiegt als das Weibchen. Bei der kleinsten Art der Dampfschiffenten, der Langflügel-Dampfschiffente beträgt dieser Gewichtsunterschied im Durchschnitt etwa 600 Gramm.
Die vier Arten ähneln sich in ihrem Körpergefieder. Die Artunterscheidung ist anhand der Schnabel- und der Kopffärbung möglich.
Die Magellan-Dampfschiffente unterscheidet sich außer in ihrer Größe von den anderen Arten durch ihren orangen Schnabel. Beim Männchen weist dieser gelegentlich eine dunkle Basis auf. Beim Weibchen ist er immer einfarbig orange. Beide adulte Geschlechter haben einen grau gefärbten Kopf. Das Männchen zeichnet sich durch eine weiße Kopfplatte aus. Beim Weibchen haben einige Individuen einen weißen Augenstreif. Ihre Schwingen reichen bis zum Bürzel. 
Bei der Falkland-Dampfschiffente hat das Männchen gleichfalls einen orangefarbenen Schnabel. Dieser hellt sich zur Spitze hin fleischfarben auf. Das adulte Männchen hat eine weiße Kopffärbung. Bei noch nicht ausgewachsenen Männchen ist das Gesicht braun oder grau mit einem weißen Augenstreif. Das Weibchen dagegen hat eine graue Kopfkappe. Das Gesicht ist rotbraun und weist einen weißen Augenstreifen auf. Ihr Schnabel ist olivgrau, die Basis sowie der Schnabelfirst sind gelb. Auch die Falkland-Dampfschiffente ist eine große Entenart. Männchen haben durchschnittlich ein Gewicht von 4.334 Gramm. Die Weibchen wiegen dagegen durchschnittlich 3.383 Gramm. Die Schwingen beider Geschlechter reichen bis zur Bürzelmitte.
Die namensgebende weiße Kopffärbung, die bis zum Hals reicht, weist nur das Männchen der Weißkopf-Dampfschiffente auf. Die Kopfplatte ist bei ihm außerdem hellgrau. Das Weibchen hat dagegen eine rötlichbraune Kopffärbung, die vom Auge beginnend allmählich weiß wird. Beim Männchen ist der Schnabel überwiegend orange. Nur der Nagel an der Schnabelspitze ist schwarz. Beim Weibchen dagegen ist der Schnabel grau. 
Die Langflügel-Dampfschiffente, die auch Patagonische Dampfschiffente genannt wird, ist deutlich kleiner als die anderen Arten. Beim Männchen hat der Schnabel eine orange Basis. Die Seiten des Schnabels sind ab den Nasenlöchern olivgrau. Das Gesicht adulter Männchen ist fast weiß. Ähnlich wie bei der Falkland-Dampfschiffente haben die noch nicht ausgewachsenen Männchen ein graues oder braunes Gesicht mit einem weißen Augenstreif. Beim Weibchen ist die Kopfplatte grau. Das Gesicht ist rotbraun. Der weiße Augenstreif verläuft abwärts bogenförmig. Ihr Schnabel ist überwiegend olivgrau. Die Basis und das Schnabeldach sind dagegen blass gelb. Die Schwingen reichen bis zur Schwanzwurzel.

## Fortpflanzung
Das Gelege aller vier Arten besteht in der Regel aus vier bis sieben Eiern, die von lehmfarbener Farbe sind. Die Brutdauer beträgt bei allen Arten um die 30 Tage. Geschlechtsreif sind Jungvögel in ihrem dritten Lebensjahr.

## Arten
Es werden diese Arten unterschieden:
- Falkland-Dampfschiffente (T. brachypterus)
- Weißkopf-Dampfschiffente (T. leucocephalus)
- Langflügel-Dampfschiffente (T. patachonicus)
- Magellan-Dampfschiffente (T. pteneres)

## Belege